# Хромдиопсид
Хромдиопсид — редкая разновидность диопсида, содержащая примесь хрома (до 2 % в виде окиси у алданских образцов). Минералу присуща зелёная флюоресценция при облучении длинноволновым ультрафиолетовым светом, частично растворяется в соляной кислоте, обладает ярко выраженным дихроизмом. Является самой ценной разновидностью диопсида на рынке драгоценных камней. Но огранке подвергаются лишь небольшие кристаллы, т.к. этот камень крайне хрупкий и капризный в обработке. Полудрагоценный камень.

## Формы выделения
Хромдиопсид встречается в виде плотных зернистых масс, кристаллических агрегатов и кристаллов призматической, таблитчатой или столбчатой формы. Хорошо образованные кристаллы встречаются редко. Иногда обнаруживается в виде включений в алмазе, окрашивая его в зелёный цвет, а также в оливинах и хризолите.

## Образование
Хромдиопсид находят в метасоматических (в скарнах, совместно с породами и минералами богатыми кальцием), магматических (базальтовые и ультрабазальтовые породы) и метаморфических породах. Также встречается в глубинных жильных породах и трещинах метаморфических пород.

## Месторождения
Хромдиопсид встречается в Бразилии (Минас-Жерайс), России (Урал, Якутия), Танзании, Мадагаскаре, ЮАР (Кимберли), Финляндии (Оутокумпу), Италии (Везувий).